# El Campazón
El Campazón es una casería que pertenece a la parroquia de Serín en el concejo de Gijón (Principado de Asturias). Se encuentra a 0 m s. n. m. y está situada a 13,20 km de la capital del concejo, Gijón. 

## Población
En 2020 contaba con una población de 7 habitantes (INE 2020) repartidos en 6 viviendas.